# Emil Schmidt (Architekt, 1912)
Emil Schmidt (* 23. Juni 1912; † 1979) war ein deutscher Architekt und Hochschullehrer.

## Leben und Wirken
Nach dem Schulabschluss nahm er eine Maurerlehre auf und erlangte an einer Bauschule den akademischen Grad Diplom-Ingenieur. 1948 wurde er als Dozent an die Hochschule für Baukunst und Bildende Künste Weimar berufen. Dort wurde er als Nachfolger von Heinrich Rettig 1951 Professor in der Abteilung für Architektur und Bauwesen. Er galt als „engagierter Verfechter der Stuttgarter Schule“. 1969 gab er den Lehrstuhl im Alter von 57 Jahren ab.

## Schriften (Auswahl)
- Ein Querschnitt durch die Arbeit des Lehrstuhls Baugestaltung, Bauaufnahme und Entwerfen. In: Wissenschaftliche Zeitschrift der Hochschule für Architektur und Bauwesen Weimar, Jahrgang 1953, Heft 2, S. 3–14.